# Victor Melcior i Farré
Victor Melcior i Farré (Almenar, 21 de febrero de 1860 - Barcelona, 20 de junio de 1929) fue un médico cirujano español, estudioso de las enfermedades de origen metafísico y activo divulgador del movimiento espiritista.

## Biografía
Nació el 21 de febrero de 1860 en Almenar, un pueblo de la provincia de Lérida (Cataluña-España). Terminados sus estudios en la Universidad de Barcelona, ejerció en su pueblo natal. De allí fue a Manresa, y en esta importante población fabril, luchó contra el cólera de 1885 (véase: Pandemias de cólera en España), con tal abnegación, que el ayuntamiento recompensó sus actos humanitarios otorgándole un diploma de honor, y la junta de auxilios una medalla de plata. Se instaló definitivamente en Barcelona, el año 1887.
El 20 de junio de 1929, murió en su domicilio de Barcelona, a los 69 años de edad.

## Obra
Escritor por vocación, su pluma colaboró en diversos periódicos y revistas especializadas, como El Diario Médico, Revúe de medecine dosimetric de París, Enciclopedia médico-farmacéutica, La Semana Médica de Buenos Aires, La Unión Espiritista, La revista de estudios Psicológicos, de la que también fue director. Autor asimismo, de artículos sobre la educación de los niños anormales y la problemática de la delincuencia infantil.
Entre su obra escrita, figura una "Topografía médica de Manresa", (manuscrito del 1889), que fue premiada en concurso por la "Real Academia de Medicina" de Barcelona, de la que fue académico correspondiente por su trabajo titulado; "Oído interno, sensaciones sonoras subjetivas". Además publicó los siguientes títulos:En 1900, "El periespíritu y las enfermedades", y  "La enfermedad de los místicos (patología-psíquica). En 1904, "Los estados subconcientes y las aberraciones de la personalidad"; En 1907, "Memoria, La voluntad como fuerza medicatriz. Terapéutica de esa potencia anímica cuando está debilitada o perturbada". (Memoria que obtuvo el primer premio de la Real Academia de Madicina de Madrid). En 1908, "Medición práctica de la potencia volitiva, ¿es posible?".  ); . En 1910, "La delincuencia en los niños, Causas y remedios. En 1914,"El espíritu de las religiones y el espiritualismo racionalista";  "El juez incógnita" y en 1921;"Orientaciones anímicas". Libro editado de conferéncias dadas en Barcelona con el título, "Sanidad humana y progreso en espiral de las conciencias".
Asimismo tradujo obras como, La exteriorización de la motilidad y Lo maravilloso positivo, del Conde de Rochas, y la "Psicología experimental", del Dr.Pablo Gibier, así como "Las Vidas sucesivas", de Gabriel Delaneé, y  "Los fantasmas de los vivos".
Fue nombrado académico por la Real Academia de Medicina y Cirugía de Madrid y Barcelona; medalla de oro por la Real de Madrid; diploma de Honor del Excelentísimo Ayuntamiento de Manresa; Medalla especial de la Junta Ejecutiva de Sanidad y Auxilios de Manresa; socio corresponsal de la economía de Amigos del País de Málaga y otras; miembro protector de la "Revista de estudios psicológicos"; presidente honorario de "La Unión Sanitaria de Barcelona"; premio y diploma de la "Sociedad barcelonesa de Amigos de la Instrucción".
Hay que destacar, su  presencia como médico próximo a las doctrinas del magnetismo y al movimiento espiritista, de las que fue un importante seguidor, promotor y activista.
En el año 1900, participó en el Congreso Internacional Espiritista y espiritualista de París, donde presentó su libro, "El Periespiritu y las enfermedades".
En 1917 viajó a Buenos Aires y Uruguay, donde, entre otras muchas, dio conferencias tituladas, "Depuración y regeneración de la raza". Hizo estancia hasta 1919, dejando una clara y extensa huella de su saber dialéctico y literario entre la clase médica argentina y uruguaya.